# Neumarktkirche St. Thomae (Merseburg)

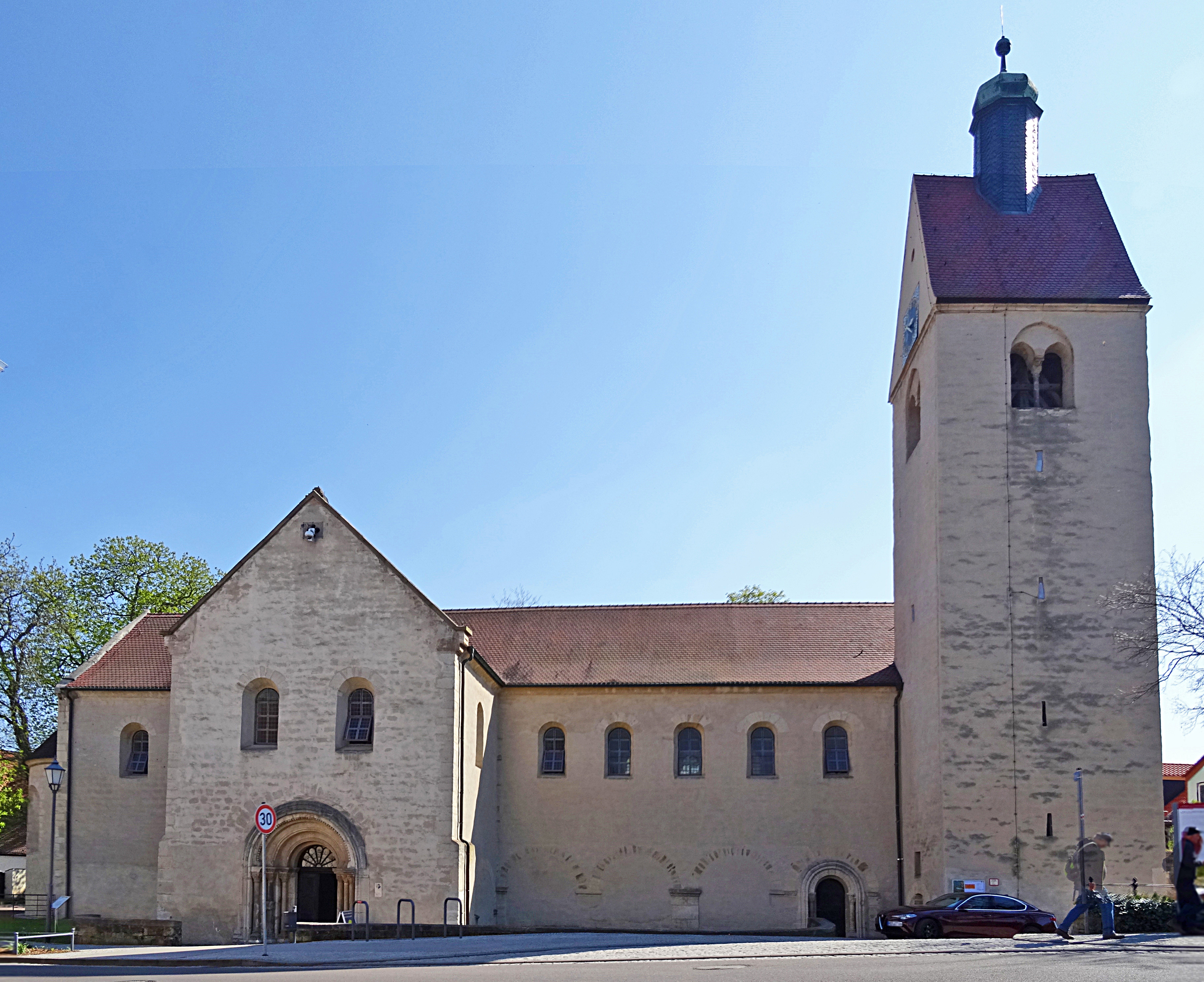
Neumarktkirche St. Thomae (Merseburg), Ansicht von Norden

Die evangelische Neumarktkirche St. Thomae Cantuariensis ist eine romanische Kirche in Merseburg im Saalekreis in Sachsen-Anhalt. Sie gehört zur Kirchengemeinde Merseburg im Kirchspiel Merseburg in der Evangelischen Kirche in Mitteldeutschland und ist eine Station der Straße der Romanik.

## Geschichte

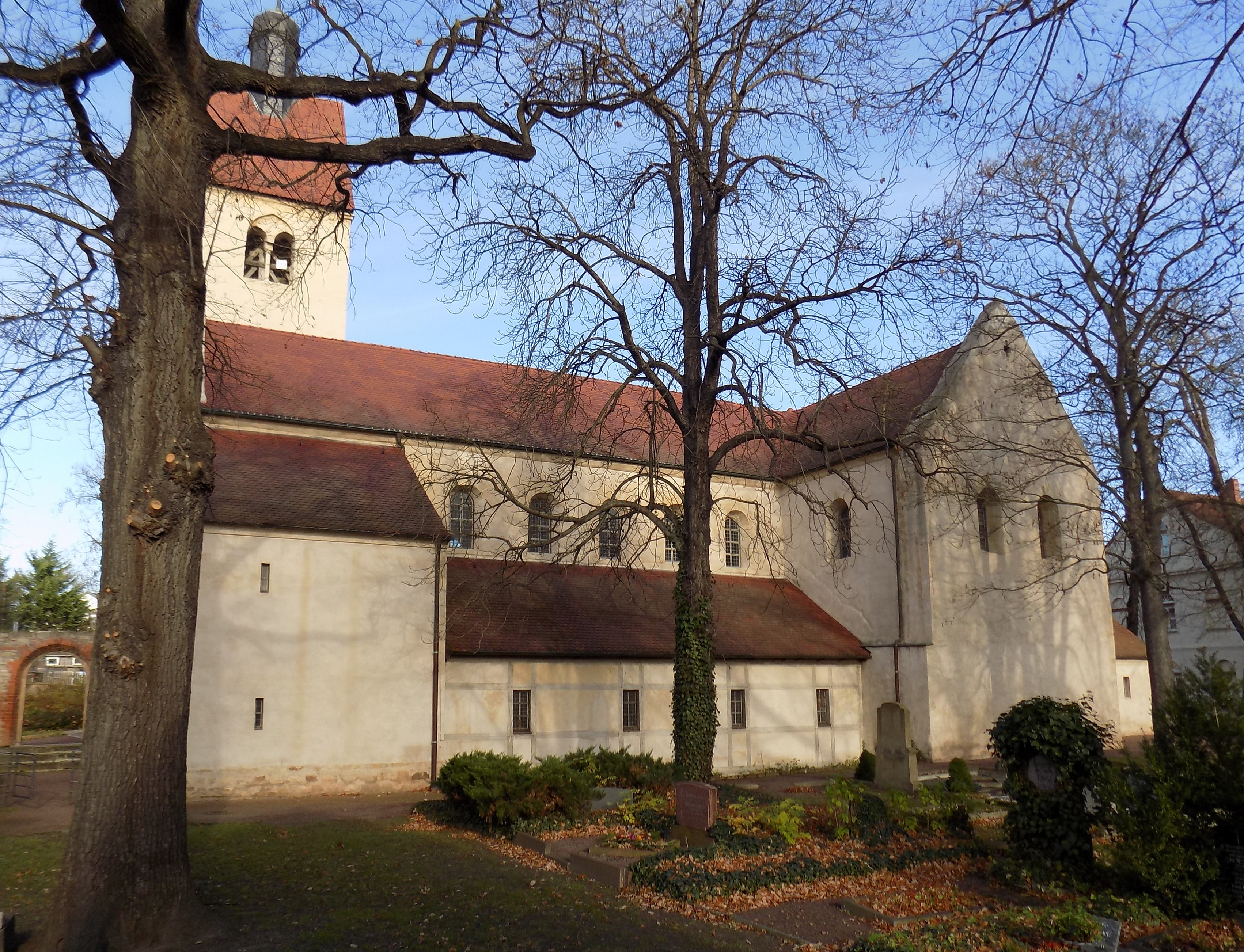
Südseite

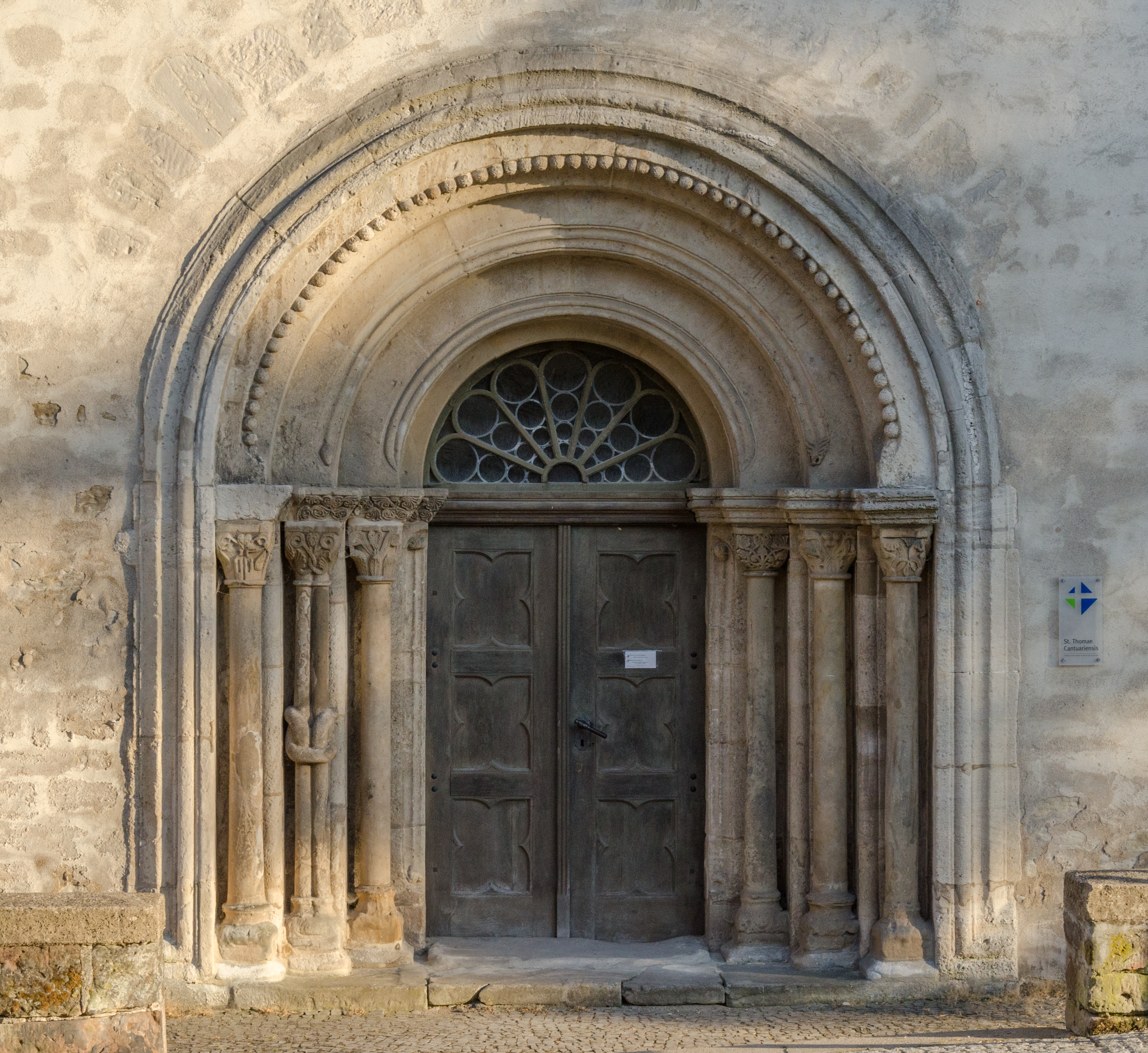
Portal mit verknoteter Säule am Nordquerhaus

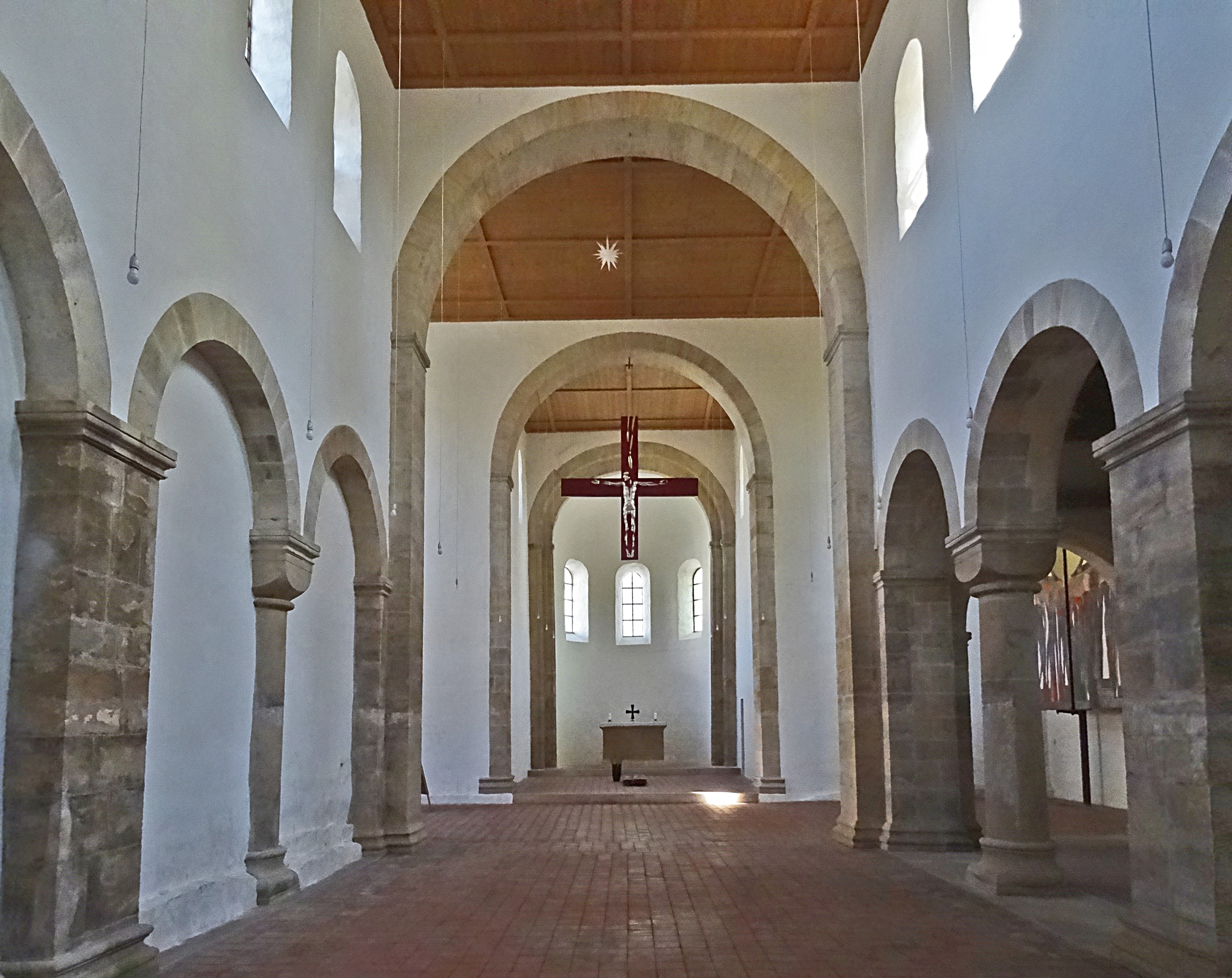
Innenansicht nach Osten

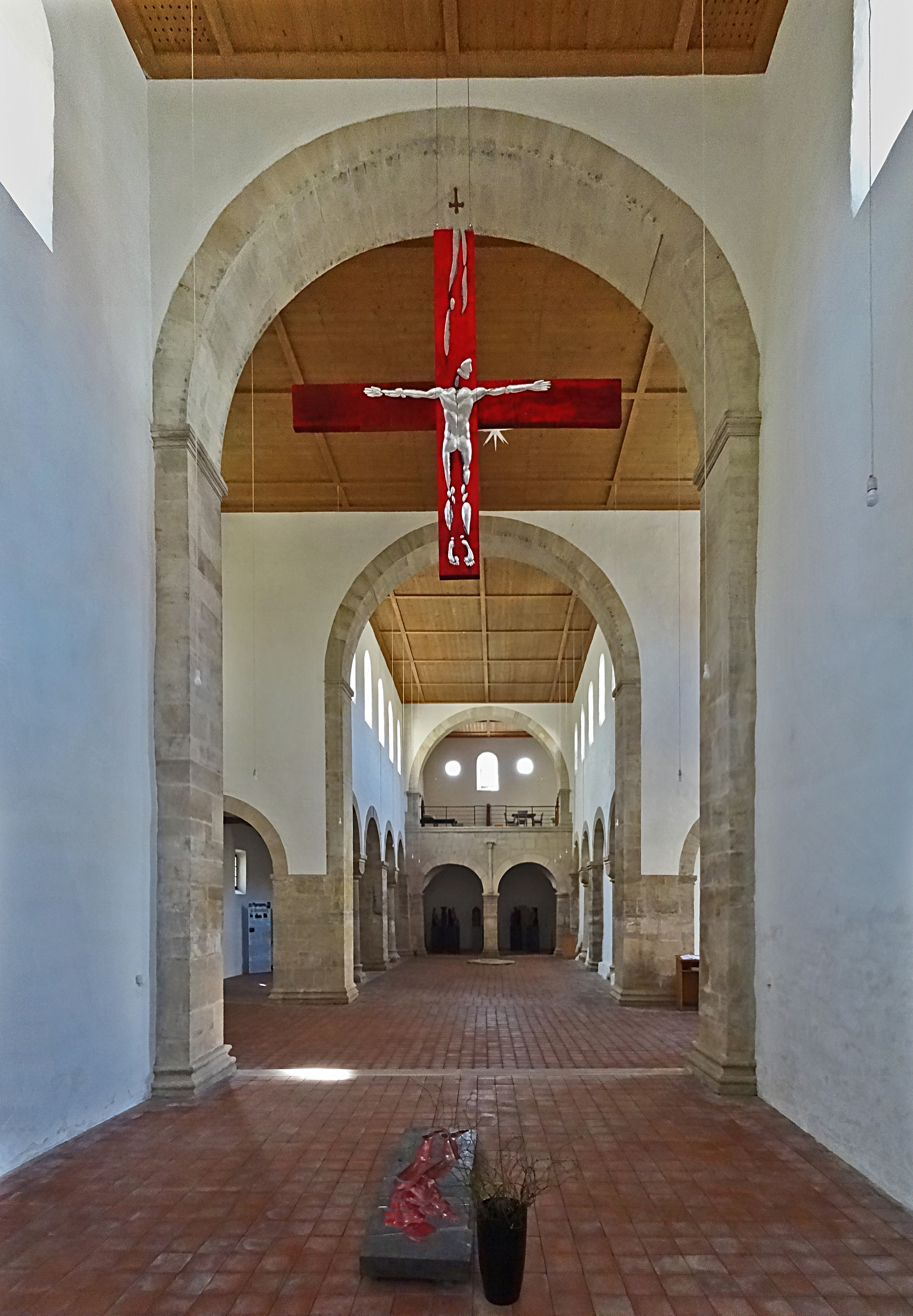
Innenansicht nach Westen

### Entstehung
Der Bau der Neumarktkirche begann zwischen 1173 (dem Jahr der Heiligsprechung des Thomas Becket) und 1188 (dem Jahr der ersten urkundlichen Erwähnung der Kirche in einem Diplom Friedrich I. Barbarossas). Danach wurde die Kirche in zwei aufeinanderfolgenden Bauphasen von Ost nach West errichtet. Zumindest die Ostteile wurden 1188 bereits genutzt. Anfang des 14. Jahrhunderts ist die Ansiedlung eines Kanonikerstiftes nachgewiesen, das jedoch bald an die Sixtikirche verlegt wurde.
Ursprünglich war die Kirche eine flachgedeckte, steil proportionierte Basilika mit Stützenwechsel, einem Chorquadrat mit Apsis und zwei Nebenapsiden am durchlaufenden Querhaus sowie zwei Türmen an den westlichen Enden der Seitenschiffe. Im Westen besaß die Kirche eine über zwei Arkaden sich zum Mittelschiff hin öffnende Empore. Auch die Türme waren im Untergeschoss zu den Seitenschiffen hin geöffnet. Bei einer Restaurierung in den Jahren 1825/26 wurden das nördliche Seitenschiff, die südliche Nebenapsis und eine mittelalterliche Sakristei auf der Südseite des Chorquadrats abgebrochen. Das südliche Seitenschiff, der südliche Turm und die nördliche Nebenapsis waren bereits damals wohl wegen der schlechten Baugrundverhältnisse am Saaleufer nicht mehr erhalten. Wegen des angestiegenen Grundwasserspiegels wurde das Gelände um 1,5 bis 2 Meter angehoben, sodass das Gebäude wie eingesunken wirkt.
Weitere Restaurierungen und Wiederherstellungen erfolgten 1912/13 und nach 1945. Die Kirche wurde 1973 als Gottesdienstraum aufgegeben und als Antiquitätenlager für den Bereich Kommerzielle Koordinierung zur Devisenbeschaffung der DDR genutzt, wobei zahlreiche Kunstwerke insbesondere aus Kirchen verkauft wurden. Die Ausstattung wurde 1983 ausgelagert und ist nur noch in Resten an verschiedenen Orten erhalten.

### Sanierung
Nach längerer Vernachlässigung des Bauwerks wurde die Kirche in den Jahren 1991 bis 1995 umfassend saniert, nachdem sie bereits 20 Jahre zuvor in den 1970er von der Gemeinde wegen ihres schlechten, baufälligen Zustands aufgegeben werden musste. Bei den Sanierungsarbeiten wurden das Grundniveau von 1188 und somit der originale Raumeindruck wieder hergestellt. Im Rahmen dieser Sanierungen wurden Grabungen des Instituts für Denkmalpflege Halle durchgeführt. Bei diesen Arbeiten entdeckte man das Fundament des heute im Merseburger Dom ausgestellten Taufsteins, der ursprünglich aus der Neumarktkirche St. Thomae stammt.
Seit 1993 kann die Kirche wieder für Gottesdienste genutzt werden. Sie ist eine Station des ökumenischen Pilgerweges nach Santiago de Compostela mit Übernachtungsmöglichkeit.
Im Jahr 2013 war die Kirche vom Saalehochwasser betroffen. Der Altstadtverein Merseburg unterstützte die erneut erforderliche Sanierung.

## Architektur
Der schlichte Außenbau ist in regelmäßigem Bruchsteinmauerwerk ausgeführt. Das Dachgesims der Hauptapsis ist mit einem Kugelfries verziert. Das einseitig reiche Sockelprofil ist um die  Portale herumgeführt. Der Westbau ist ungegliedert, allein im Westgiebel ist das Rundbogenfenster von zwei monolithischen Vierpassfenstern flankiert. Am erhaltenen Nordturm finden sich rechteckige Schlitzfenster und im Obergeschoss gedrückt spitzbogige, gekuppelte Schallarkaden. Der Turm ist mit einem Satteldach gedeckt und hat einen Dachreiter. Bemerkenswert sind die beiden Säulenportale auf der Nordseite, die während der Restaurierung von 1821 getauscht wurden. Das jetzige Langhausportal war bis dahin am Querhaus eingebaut und besitzt je eine eingestellte, verzierte Säule im Stil der Kirche von Königslutter. Das Hauptportal am Querhaus war ursprünglich am nördlichen Seitenschiff angeordnet und zeigt Kapitelle, die im 19. Jahrhundert erneuert wurden sowie eine auffällige Säule aus vier miteinander verknoteten Rundstäben. Bildliche Darstellungen von Knoten wurden im Mittelalter in zahlreichen Fällen als magischer Abwehrzauber gegen dämonische Kräfte an Kirchenbauten angebracht.
Die Bauplastik im Innern ist verwandt mit den gleichzeitigen Teilen der Stiftskirche des Klosters auf dem Petersberg bei Halle. Die Langhausarkaden sind mit schlichten, relativ flachen Würfelkapitellen versehen und die Fenster besitzen steile Laibungen.

## Ausstattung
Die Ausstattung bestand um 1975 aus einem barocken Altar mit einer Figurengruppe von Michael Hoppenhaupt aus dem Jahr 1695, die Freifiguren des auferstehenden Christus auf dem erwachenden Adam zeigte, begleitet von Petrus und Johannes. Dazu gehörten Darstellungen von Gottvater, Moses und einem Propheten, die in der Apsiskalotte angebracht waren.
Ein hölzernes Triumphkreuz aus dem zweiten Viertel des 16. Jahrhunderts war im Triumphbogen angeordnet. Weiterhin gab es eine schlichte hölzerne Kanzel mit Bildern der zwölf Apostel aus dem frühen 17. Jahrhundert. Das große romanische Taufbecken der Kirche aus rotem Sandstein mit reichem Figurenschmuck wurde bereits 1831 in den Merseburger Dom umgesetzt.
Eine lebensgroße Darstellung der Anna selbdritt aus Holz stammte vom Ende des 15. Jahrhunderts. Der Orgelprospekt vom Ende des 17. Jahrhunderts war um 1975 bereits ausgelagert. Das Altarkreuz, die Kanzel und der Orgelprospekt gingen verloren.
Der Altar und das Triumphkreuz befinden sich jetzt in der Stadtkirche St. Maximi. Ein Taufengel wird jetzt im Kulturhistorischen Museum von Merseburg aufbewahrt.
Die heutige Ausstattung besteht aus einem Crucifixus im Triumphbogen und einem Relief des Thomas Becket von Gabriele Messerschmidt sowie einem Mahnmal Große Kreuzigungsgruppe vor roter Wand von Klaus Friedrich Messerschmidt. Schließlich ist eine siebenteilige Figurengruppe Terra Ottonum von Dieter M. Weidenbach zu erwähnen.
Die beiden Kirchenglocken wurden 1465 und 1694 gegossen.